# Exocentrus albosignatus
Exocentrus albosignatus là một loài bọ cánh cứng trong họ Cerambycidae.